# Fallopia baldschuanica
Fallopia baldschuanica é uma espécie de planta com flor pertencente à família Polygonaceae. 
A autoridade científica da espécie é (Regel) Holub, tendo sido publicada em Folia Geobotanica et Phytotaxonomica 6(2): 172, 176. 1971.

## Portugal
Trata-se de uma espécie presente no território português, nomeadamente em Portugal Continental.
Em termos de naturalidade é introduzida na região atrás indicada.

## Protecção
Não se encontra protegida por legislação portuguesa ou da Comunidade Europeia.